# Liste von Lehrstuhlinhabern an der Rechtswissenschaftlichen Fakultät der Universität Zürich
Zur Ausbildung von Juristen und Politikern wurde 1807 in Zürich das Politische Institut geschaffen. Mit der Gründung der Hochschule Zürich 1833 (ab 1912 Universität Zürich) nahm die Staatswissenschaftliche Fakultät ihre Tätigkeit auf. 1969 gliederte sie sich in eine Juristische und eine Wirtschaftswissenschaftliche Abteilung. Aus jener ist 1992 die Rechtswissenschaftliche Fakultät hervorgegangen.

## Aktuelle Mitglieder

### Grundlagenfächer
- José Luis Alonso Rodríguez (seit 2017 Ordinarius)

Lehrstuhl für Römisches Recht, Juristische Papyrologie und Privatrecht
- Ulrike Babusiaux (seit 2009 Ordinaria)

Lehrstuhl für Römisches Recht, Privatrecht und Rechtsvergleichung
- Wolfgang Ernst (2004 bis 2015 Ordinarius)

Professor ad personam für Römisches Recht und Privatrecht
- Elisabetta Fiocchi Malaspina (seit 2017 Ass.-Prof.)

Assistenzprofessorin für Rechtsgeschichte
- Christoph Beat Graber (seit 2015 Ordinarius)

Lehrstuhl für Rechtssoziologie mit besonderer Berücksichtigung des Medienrechts
- Johannes Liebrecht (seit 2019 Extraordinarius)

Lehrstuhl für Rechtsgeschichte
- Matthias Mahlmann (ab 2008 Extraordinarius, seit 2013 Ordinarius)

Lehrstuhl für Rechtstheorie, Rechtssoziologie und Internationales Öffentliches Recht
- Andreas Thier (seit 2004 Ordinarius)

Lehrstuhl für Rechtsgeschichte, Kirchenrecht, Rechtstheorie und Privatrecht

### Zivilrecht und Zivilverfahrensrecht
- Ruth Arnet (seit 2011 Ordinaria)

Lehrstuhl für Privatrecht mit Schwerpunkt Sachenrecht
- Yeşim M. Atamer (seit 2020 Ordinaria)

Lehrstuhl für Privat-, Wirtschafts- und Europarecht sowie Rechtsvergleichung
- Samuel Baumgartner (seit 2016 Ordinarius)

Lehrstuhl für Zivilprozessrecht, Vergleichendes Zivilprozessrecht, Schuldbetreibungs- und Konkursrecht, Privatrecht und Mediation
- Walter Boente (seit 2019 Ass.-Prof.)

Lehrstuhl für Privatrecht, Schwerpunkt ZGB
- Andrea Büchler (ab 2002 Extraordinaria, seit 2008 Ordinaria)

Lehrstuhl für Privatrecht und Rechtsvergleichung
- Alessia Dedual (seit 2022 Ass.-Prof.)

Lehrstuhl für Privatrecht mit Schwerpunkt Obligationenrecht, Rechtsvergleichung, Recht und Ökonomik
- Tanja Domej (seit 2011 Extraordinaria, seit 2015 Ordinaria)

Lehrstuhl für Zivilverfahrensrecht, Privatrecht, internationales Privatrecht und Rechtsvergleichung
- Lorenz Droese (seit 2021 Ordinarius)

Lehrstuhl für Zivilverfahrens- und Privatrecht
- Ulrich Haas (seit 2008 Ordinarius)

Lehrstuhl für Zivilverfahrens- und Privatrecht
- Helmut Heiss (seit 2007 Ordinarius)

Lehrstuhl für Privatrecht, Rechtsvergleichung und Internationales Privatrecht
- Dominique Jakob (ab 2007 Extraordinarius, seit 2013 Ordinarius)

Lehrstuhl für Privatrecht
- Leander D. Loacker (seit 2018 Extraordinarius)

Lehrstuhl für Privat- und Wirtschaftsrecht, Internationales Privat- und Zivilverfahrensrecht sowie Rechtsvergleichung
- Margot Michel (ab 2014 Ass.-Prof., seit 2021 Extraordinaria)

Lehrstuhl für Privatrecht, Rechtsvergleichung, Tierschutzrecht und Rechtsphilosophie
- Wolfgang Portmann (ab 1997 Extraordinarius, seit 2000 Ordinarius)

Lehrstuhl für Privat- und Arbeitsrecht
- Roger Rudolph (ab 2018 Ass.-Prof., seit 2021 Extraordinarius)

Lehrstuhl für Arbeits- und Privatrecht

### Strafrecht

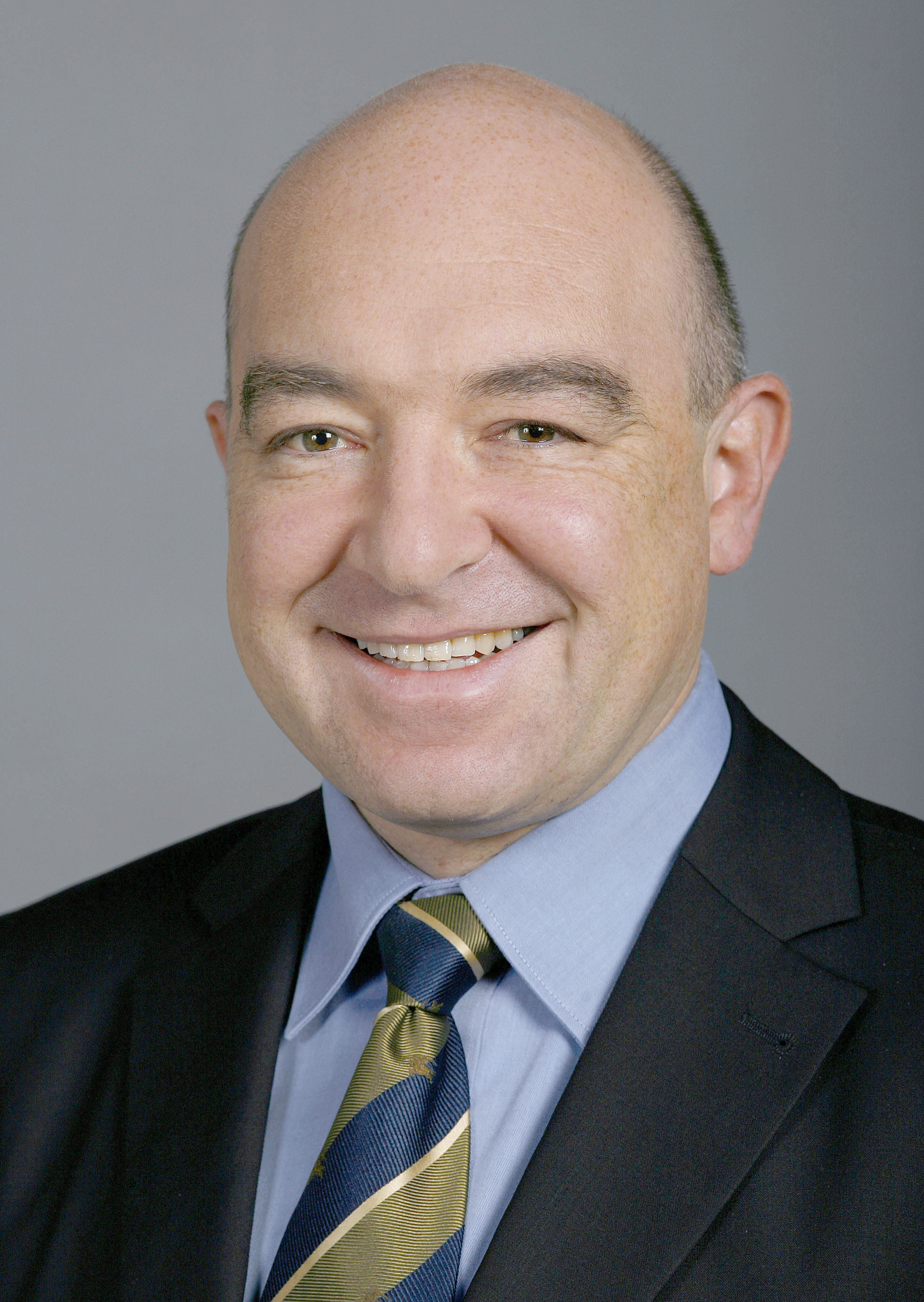
Daniel Jositsch – Strafrechtsprofessor und Ständerat

- Felix Bommer (seit 2018 Ordinarius)

Lehrstuhl für Strafrecht, Strafprozessrecht und Internationales Strafrecht
- Gian Ege (seit 2022 Ass.-Prof.)

Assistenzprofessor für Strafrecht und Strafprozessrecht
- Gunhild Godenzi (seit 2016 Ordinaria)

Lehrstuhl für Straf- und Strafprozessrecht
- Daniel Jositsch (ab 2004 Extraordinarius, seit 2012 Ordinarius)

Lehrstuhl für Strafrecht und Strafprozessrecht
- Christian Schwarzenegger (ab 1999 Assistenzprofessor, ab 2008 Extraordinarius, seit 2010 Ordinarius)

Lehrstuhl für Strafrecht, Strafprozessrecht und Kriminologie
- Sarah Summers (ab 2017 Ass.-Prof., seit 2022 Extraordinaria)

Lehrstuhl für Strafrecht, Strafprozessrecht und Kriminologie
- Brigitte Tag (seit 2002 Ordinaria)

Lehrstuhl für Strafrecht, Strafprozessrecht und Medizinrecht
- Marc Thommen (seit 2013 Extraordinarius)

Lehrstuhl für Strafrecht und Strafprozessrecht unter Einschluss des Wirtschafts- und Verwaltungsstrafrechts

### Handels- und Wirtschaftsrecht
- Kern Alexander (seit 2010 Ordinarius)

Lehrstuhl für Privat-, Banken-, Handels- und Finanzmarktrecht
- Aline Darbellay (seit 2013 Ass.-Prof.)

Lehrstuhl für Handels-, Bank-, Gesellschafts- und Kapitalmarktrecht
- Marco Dell’Erba (seit 2021 Ass.-Prof.)

Assistenzprofessor für Finanzmarktrecht und Gesellschaftsrecht
- Andreas Heinemann (seit 2007 Ordinarius)

Lehrstuhl für Handels-, Wirtschafts- und Europarecht
- Andreas Kellerhals (seit 2022 Professor ad personam)

Professor ad personam für Juristische Weiterbildung, Wirtschaftsrecht, Europarecht und Privatrecht
- Adrian Künzler (seit 2017 Ass.-Prof.)

Assistenzprofessor für Handels- und Wirtschaftsrecht mit Schwerpunkt im Gesellschafts-, Wettbewerbs- oder Immaterialgüterrecht
- Peter Picht (ab 2016 Ass.-Prof., seit 2023 Ordinarius)

Lehrstuhl für Handels- und Wirtschaftsrecht
- Rolf Sethe (seit 2008 Ordinarius)

Lehrstuhl für Privat-, Handels- und Wirtschaftsrecht
- Florent Thouvenin (ab 2014 Assistenzprofessor, seit 2016 Extraordinarius)

Lehrstuhl für Informations- und Kommunikationsrecht
- Hans-Ueli Vogt (ab 2007 Extraordinarius, seit 2013 Ordinarius)

Lehrstuhl für Handels-, Wirtschafts- und Immaterialgüterrecht

### Öffentliches Recht: Staats-, Verwaltungs- und Völkerrecht
- Tilmann Altwicker (seit 2017 SNF-Förderprofessor)

SNF-Förderungsprofessur für Öffentliches Recht, Völkerrecht, Rechtsphilosophie und Empirische Rechtsforschung
- Giovanni Biaggini (seit 1999 Ordinarius)

Lehrstuhl für Staats-, Verwaltungs- und Europarecht
- Oliver Diggelmann (seit 2010 Ordinarius)

Lehrstuhl für Völkerrecht, Europarecht, Öffentliches Recht und Staatsphilosophie
- Thomas Gächter (ab 2006 Extraordinarius, seit 2012 Ordinarius)

Lehrstuhl für Staats-, Verwaltungs- und Sozialversicherungsrecht
- Andreas Glaser (ab 2013 Extraordinarius, seit 2019 Ordinarius)

Lehrstuhl für Staats-, Verwaltungs- und Europarecht unter besonderer Berücksichtigung von Demokratiefragen
- Alain Griffel (seit 2005 Ordinarius)

Lehrstuhl für Staats- und Verwaltungsrecht mit Schwerpunkt Raumplanungs-, Bau- und Umweltrecht
- Yoan Hermstrüwer (seit 2023 Ass.-Prof.)

Lehrstuhl für Legal Tech, Law and Economics und Öffentliches Recht
- Christine Kaufmann (ab 2002 Ass.-Prof., seit 2003 Ordinaria)

Lehrstuhl für Staats- und Verwaltungsrecht, Völker- und Europarecht
- Helen Keller (seit 2004 Ordinaria)

Lehrstuhl für Öffentliches Recht, Europa- und Völkerrecht
- Regina Kiener (seit 2009 Ordinaria)

Lehrstuhl für öffentliches Recht
- Andreas Kley (seit 2005 Ordinarius)

Lehrstuhl für öffentliches Recht, Verfassungsgeschichte sowie Staats- und Rechtsphilosophie
- Lorenz Langer (seit 2020 Ass.-Prof.)

Assistenzprofessor für Öffentliches Recht und Völkerrecht unter besonderer Berücksichtigung europäischer Demokratiefragen
- René Matteotti (seit 2012 Ordinarius)

Lehrstuhl für Schweizerisches, Europäisches und Internationales Steuerrecht
- Daniel Moeckli (ab 2012 Ass.-Prof., seit 2018 Ordinarius)

Assistenzprofessor für Völkerrecht und Staatsrecht
- Matthias Oesch (ab 2013 Extraordinarius, seit 2019 Ordinarius)

Lehrstuhl für Öffentliches Recht, Europarecht und Wirtschaftsvölkerrecht
- Johannes Reich (ab 2012 Ass.-Prof., seit 2018 Extraordinarius)

Lehrstuhl für Öffentliches Recht, Umweltrecht und Energierecht
- Madeleine Simonek (ab 2009 Extraordinaria, seit 2012 Ordinaria)

Lehrstuhl für Schweizerisches und Internationales Steuerrecht
- Felix Uhlmann (ab 2006 Extraordinarius, seit 2012 Ordinarius)

Lehrstuhl für Staats- und Verwaltungsrecht sowie Rechtsetzungslehre
- Kerstin N. Vokinger (seit 2022 Ass.-Prof.)

Assistenzprofessorin für Öffentliches Recht unter besonderer Berücksichtigung der Digitalisierung

## Ehemalige Mitglieder (Auswahl)

### 21. Jahrhundert
- Marcel Senn, Dekan der RWF 2008–2010 (1. Bologna-Reform), Ordinarius für Rechtsgeschichte, Juristische Zeitgeschichte und Rechtsphilosophie, Emeritierung 2019

- Andreas Auer, ab 2008 Ordinarius, Lehrstuhl für Öffentliches Recht, Emeritierung 2013, 2018 verstorben
- Peter Breitschmid, ab 2002 Ordinarius, Lehrstuhl für Privatrecht mit Schwerpunkt ZGB, Emeritierung 2019
- Franca Contratto, ab 2013 Assistenzprofessorin, Lehrstuhl für Finanzmarktrecht, Ruf nach Luzern 2019
- Andreas Donatsch, ab 1987 Assistenzprofessor, ab 1990 Extraordinarius, ab 1992 Ordinarius, Lehrstuhl für Strafrecht und Strafprozessrecht, Emeritierung 2018
- Seraina Grünewald, ab 2014 Assistenzprofessorin, Lehrstuhl für Finanzmarktrecht, Ruf nach Nijmegen 2020
- Reto M. Hilty, ab 2002 Ordinarius, Lehrstuhl für Immaterialgüterrecht, Emeritierung 2023
- Claire Huguenin, ab 1997 Ordinaria, Lehrstuhl für Privat-, Wirtschafts- und Europarecht, 2018 verstorben
- Martin Killias, ab 2006 Ordinarius, Lehrstuhl für Straf- und Strafprozessrecht unter Einschluss von Kriminologie, Emeritierung 2013
- Frank Meyer, ab 2011 Extraordinarius, Lehrstuhl für Strafrecht und Strafprozessrecht unter Einschluss des internationalen Strafrechts, Ruf nach Heidelberg 2022
- Bernhard Rütsche, SNF-Förderprofessur für öffentliches Recht und Rechtsphilosophie 2009, Ruf nach Luzern 2010
- Anton K. Schnyder, ab 2003 Ordinarius, Lehrstuhl für Privat- und Wirtschaftsrecht, Internationales Privat- und Zivilverfahrensrecht und Rechtsvergleichung, Emeritierung 2018
- Peter Nobel, ab 2007 Ordinarius ad personam, Lehrstuhl für Schweizerisches und internationales Handels- und Wirtschaftsrecht, Emeritierung 2012
- Hans Caspar von der Crone, ab 1995 Extraordinarius, ab 1997 Ordinarius, Lehrstuhl für Privat- und Wirtschaftsrecht, Emeritierung 2022
- Rolf H. Weber, seit 1995 Ordinarius, Lehrstuhl für Privat-, Wirtschafts- und Europarecht, Emeritierung 2016

### 20. Jahrhundert

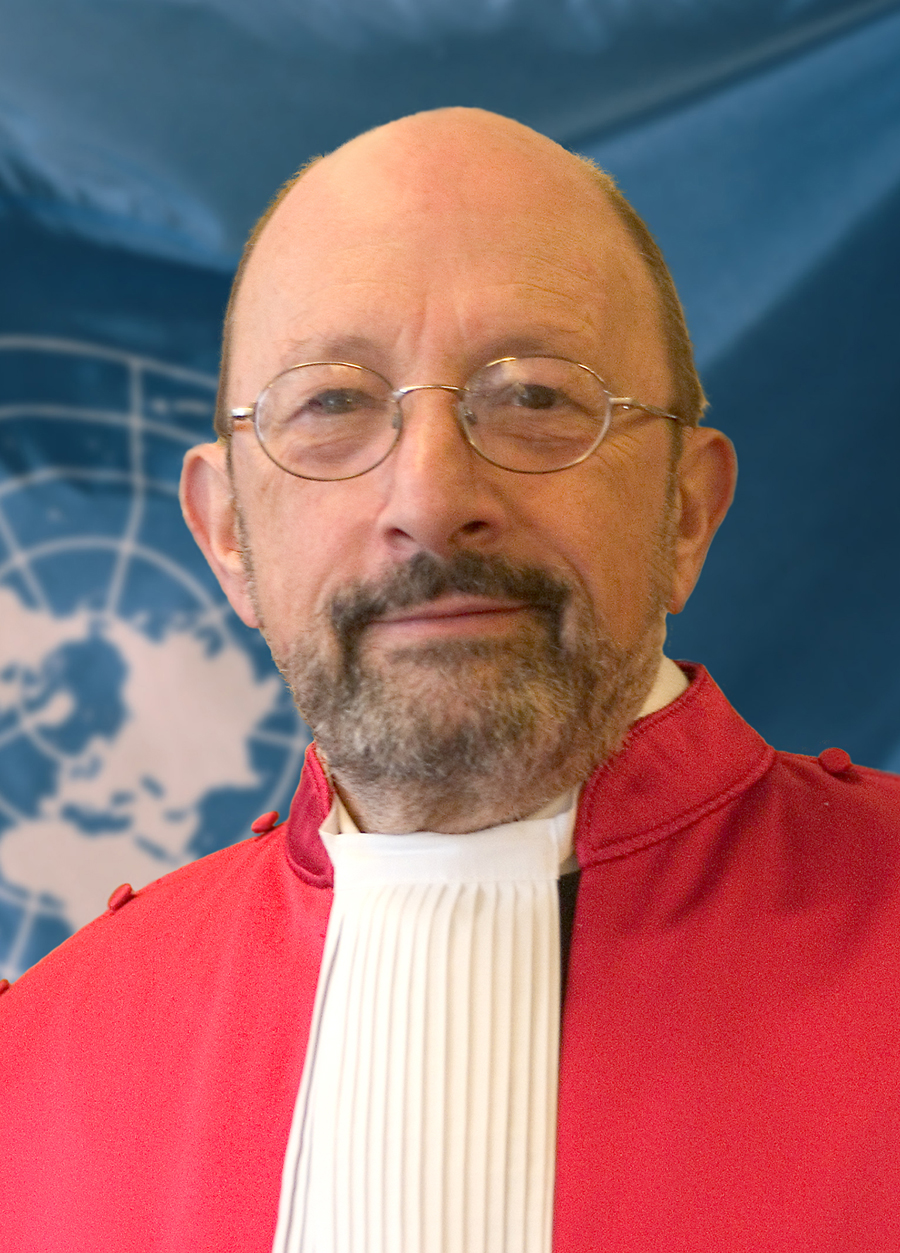
Stefan Trechsel wurde nach seiner Emeritierung zum Ersatzrichter am Internationalen Strafgerichtshof für das ehemalige Jugoslawien in Den Haag gewählt

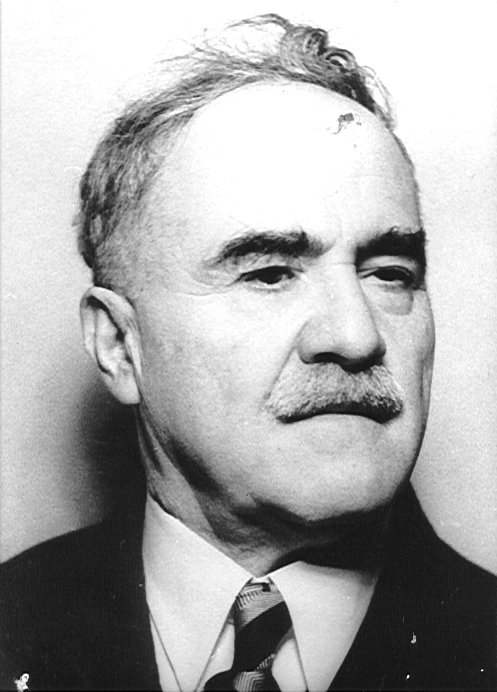
Max Huber, bedeutender Diplomat und langjähriger IKRK-Präsident

- Claire Huguenin, Berufung zur Ordinaria für Privat-, Wirtschafts- und Europarecht 1997, 2018 verstorben
- Isaak Meier, Berufung zum Ordinarius für Zivilprozessrecht, Schuldbetreibungs- und Konkursrecht, Privatrecht sowie Mediation 1991, Emeritierung 2016
- Tobias Jaag, Berufung zum Ordinarius für Staats-, Verwaltungs- und Europarecht 1990, Emeritierung 2013
- Paul Oberhammer, Berufung zum Ordinarius für Schweizerisches und Internationales Zivilprozess-, Schuldbetreibungs- und Konkursrecht sowie Privat- und Wirtschaftsrecht 2003, Ruf nach Wien 2011
- Stefan Trechsel, Berufung zum Ordinarius für Strafrecht, Strafprozessrecht und strafrechtliche Hilfswissenschaften 1999, Emeritierung 2004
- Marie Theres Fögen, Berufung zur Ordinaria für Römisches Recht, Privatrecht und Rechtsvergleichung 1995; † 2008
- Karl Spühler, Berufung zum Ordinarius für Zivilprozessrecht, Schuldbetreibungs- und Konkursrecht sowie Privatrecht 1995, Emeritierung 2002
- Heribert Rausch, Berufung zum Ordinarius für Öffentliches Recht, insbesondere Umweltrecht 1992, Emeritierung 2007
- Beatrice Weber-Dürler, Berufung zur Ordinaria für Staats- und Verwaltungsrecht 1990, Emeritierung 2008
- Heinrich Honsell, Berufung zum Professor für Schweizerisches und Europäisches Privatrecht 1989, Emeritierung 2007
- Roger Zäch, Berufung zum Ordinarius für Privat-, Wirtschafts- und Europarecht 1989, Emeritierung 2006
- Dieter Zobl, Berufung zum Ordinarius für Privat-, Handels- und Bankrecht 1988, Emeritierung 2010
- Heinz Rey, Berufung zum Ordinarius für Privatrecht 1987, Emeritierung 2007
- Kurt Siehr, Berufung zum Extraordinarius für Privatrecht, Rechtsvergleichung und Internationales Privatrecht 1987, Beförderung zum Ordinarius 1991, Emeritierung 2002
- Regina Ogorek, Berufung zur Ordinaria 1987, Ruf nach Mainz 1994
- Robert Hauser, Professor für Straf- und Strafprozessrecht, Emeritierung 1987
- Daniel Thürer, Berufung zum Professor für Völkerrecht, Europarecht, Staatsrecht und Verwaltungsrecht 1983, Emeritierung 2010
- Niklaus Schmid, Berufung zum Ordinarius für Strafrecht, Strafprozessrecht und Kriminologie 1983, Emeritierung 1999
- Walther J. Habscheid, Berufung zum Professor für Zivilprozessrecht 1983, Emeritierung 1991
- Walter Ott, Berufung zum Assistenzprofessor für Rechtsphilosophie, Rechtstheorie und Privatrecht 1982, Beförderung zum Extraordinarius 1987, Beförderung zum Ordinarius 1987, Emeritierung 2008
- Günther Kaiser, Berufung zum Extraordinarius ad personam für Kriminologie und Strafrecht 1982, Emeritierung 1996
- Georg Müller, Berufung zum Extraordinarius für Staats- und Verwaltungsrecht 1979, Beförderung Ordinarius für Staats- und Verwaltungsrecht sowie Gesetzgebungslehre 1982, Emeritierung 2006
- Alfred Kölz, Berufung zum Assistenzprofessor für Staatsrecht, Verwaltungsrecht und Verfassungsgeschichte 1979, Beförderung zum Extraordinarius 1982, Beförderung zum Ordinarius 1983; † 2003
- Anton Heini, Ordinarius für Privatrecht und Internationales Privatrecht 1979, Emeritierung 1997
- Hans Michael Riemer, Berufung zum Assistenzprofessor für Privatrecht 1978, Beförderung zum Extraordinarius 1980, Beförderung zum Ordinarius 1983, Emeritierung 2007
- Peter Weimar, Berufung zum Extraordinarius für Privatrecht und Römisches Recht 1976, Beförderung zum Ordinarius 1981, Emeritierung 2003
- Walter Haller, Berufung zum Extraordinarius für Staats- und Verwaltungsrecht 1975, Beförderung zum Ordinarius für Staatsrecht, Verwaltungsrecht und Verfassungsvergleichung 1979, Emeritierung 2004
- Clausdieter Schott, Berufung zum Ordinarius für Rechtsgeschichte und Privatrecht 1975, Emeritierung 2004
- Walter R. Schluep, Berufung zum Ordinarius für Handelsrecht, Wirtschaftsrecht und Europarecht 1975, Emeritierung 1996
- Peter Forstmoser, Berufung zum Extraordinarius für Privat-, Handels- und Kapitalmarktrecht 1974, Beförderung zum Ordinarius 1978, Emeritierung 2008
- Manfred Rehbinder, Berufung zum Ordinarius für Arbeitsrecht, Immaterialgüterrecht, Medienrecht und Rechtssoziologie 1973, Emeritierung 2002
- Hans Ulrich Walder-Richli, Berufung zum Ordinarius Zivilprozessrecht, Schuldbetreibungsrecht und Konkursrecht 1973, Emeritierung 1994
- Cyril Hegnauer, Berufung zum Ordinarius für Zivilrecht 1973, Emeritierung 1986
- Emil Wilhelm Stark, Berufung zum ausserordentlichen Professor für Zivilgesetzbuch und Obligationenrecht 1970, Beförderung zum Ordinarius 1980, Emeritierung 1988
- Jörg Rehberg, Berufung zum Assistenzprofessor für Strafrecht, Strafprozessrecht und strafrechtliche Hilfswissenschaften, einschliesslich Kriminologie 1969, Beförderung zum Extraordinarius 1971, Beförderung zum Ordinarius 1976, Emeritierung 1998
- Claudio Soliva, Berufung zum Assistenzprofessor für Rechtsgeschichte und Privatrecht 1968, Beförderung zum Extraordinarius 1974, Beförderung zum Ordinarius 1980, Emeritierung 1995
- Hans Peter, Berufung zum ordentlichen Professor für Römisches Recht, Privatrechtliche Rechtsvergleichung und Schweizerisches Zivilrecht 1967; † 1985
- Max Keller, Berufung zum Assistenzprofessor für Zivilgesetzbuch, Obligationenrecht, privates Versicherungs und internationales Privatrecht 1965, Beförderung zum ausserordentlichen Professor 1967, Beförderung zum Ordinarius 1968, Emeritierung 1991
- Dietrich Schindler junior, Berufung zum Extraordinarius für internationales Recht und Verfassungsrecht 1964, Beförderung zum Ordinarius 1965, Emeritierung 1989
- Ulrich Häfelin, Berufung zum Assistenzprofessor für Staatsrecht, Verfassungsgeschichte, Verwaltungsrecht, allgemeine Staatslehre 1963, Beförderung zum Extraordinarius 1969, Beförderung zum Ordinarius 1972, Emeritierung 1990; † 2016
- Peter Noll, Berufung zum Ordinarius für Straf- und Strafprozessrecht, Kriminologie und Gesetzgebungslehre 1962; † 1982
- Arthur Meier-Hayoz, Berufung zum Ordinarius für Zivilgesetzbuch, Handelsrecht und Obligationenrecht 1957, Rücktritt 1985
- Karl S. Bader, Berufung zum Ordinarius für schweizerische und deutsche Rechtsgeschichte, Strafprozess und kriminalrechtliche Hilfswissenschaften 1953, Emeritierung 1975
- Erwin R. Frey, Berufung zum Extraordinarius für Strafrecht, Strafprozessrecht und Kriminologie 1952, Beförderung zum Ordinarius 1954
- Max Guldener, Berufung zum Extraordinarius für Zivilprozessrecht, Schuldbetreibungs- und Konkursrecht sowie für die Einführung in die Rechtswissenschaften 1949, Beförderung zum Ordinarius 1952
- Max Imboden, Berufung zum Extraordinarius für Bundesstaatsrecht (später kantonales Verwaltungsrecht und Steuerrecht) 1949, Ruf nach Basel 1953
- Hans Nef, Berufung zum Extraordinarius für Rechtsphilosophie sowie Staats- und Verwaltungsrecht 1946, danach Beförderung zum Ordinarius, Emeritierung 1982
- Werner Kägi, Berufung von  zum Extraordinarius für Völkerrecht, Staatsrecht, Kirchenrecht und Verfassungsgeschichte 1946, Beförderung zum Ordinarius 1952, Emeritierung 1979
- Gottfried Weiss, Berufung zum Ordinarius für Zivilgesetzbuch und Handelsrecht 1945; † 1956
- Karl Oftinger, Berufung zum Extraordinarius für Obligationenrecht, Versicherungsrecht, Zivilgesetzbuch und Einführung in die Rechtswissenschaft 1942, Beförderung zum Ordinarius 1944, Emeritierung 1974
- Hans Felix Pfenninger, Berufung zum Extraordinarius für Strafrecht, Strafprozessrecht und Kriminalistik 1932, Beförderung zum Ordinarius 1942
- Zaccaria Giacometti, Berufung zum Extraordinarius für Öffentliches Recht und Kirchenrecht 1927, Befördert zum Ordinarius 1936, Emeritierung 1961
- Dietrich Schindler senior, Berufung zum Extraordinarius 1927, Beförderung zum Ordinarius zum Staats- und Verwaltungsrecht 1936 (später auch Völkerrecht und Rechtsphilosophie); † 1948
- Andreas Bertalan Schwarz, Berufung zum Ordinarius für Römisches Recht 1926, Ruf nach Freiburg i. Br. 1929
- Hans Fritzsche, Berufung zum Ordinarius für Zivilprozess, Internationales Privat- und Zivilprozessrecht, vergleichende Rechtswissenschaft sowie Einführung in die Rechtswissenschaft 1924
- Eduard His Berufung zum Ordinarius für Öffentliches Recht 1921, ab 1927 Privatgelehrter
- Andreas von Tuhr Berufung von Ordinarius für Römisches Recht 1920; † 1925
- Paul Mutzner, Berufung von Ordinarius für deutsche und schweizerische Rechtsgeschichte und Privatrecht 1918, Rücktritt aus gesundheitlichen Gründen 1939
- Fritz Fleiner, zum Ordinarius für öffentliches Recht und Kirchenrecht 1915, Emeritierung 1936
- Ernst Hafter, Berufung zum Extraordinarius für Strafrecht, Strafprozessrecht und Schuldbetreibungs- und Konkursrecht 1905, Emeritierung 1942
- August Egger, Berufung zum Extraordinarius für schweizerisches Zivilrecht und Handelsrecht 1904, Beförderung zum Ordinarius 1905, Emeritierung 1944
- Max Huber, Berufung zum Extraordinarius für Staatsrecht, Völkerrecht und Kirchenrecht 1902, Rücktritt 1922

### 19. Jahrhundert

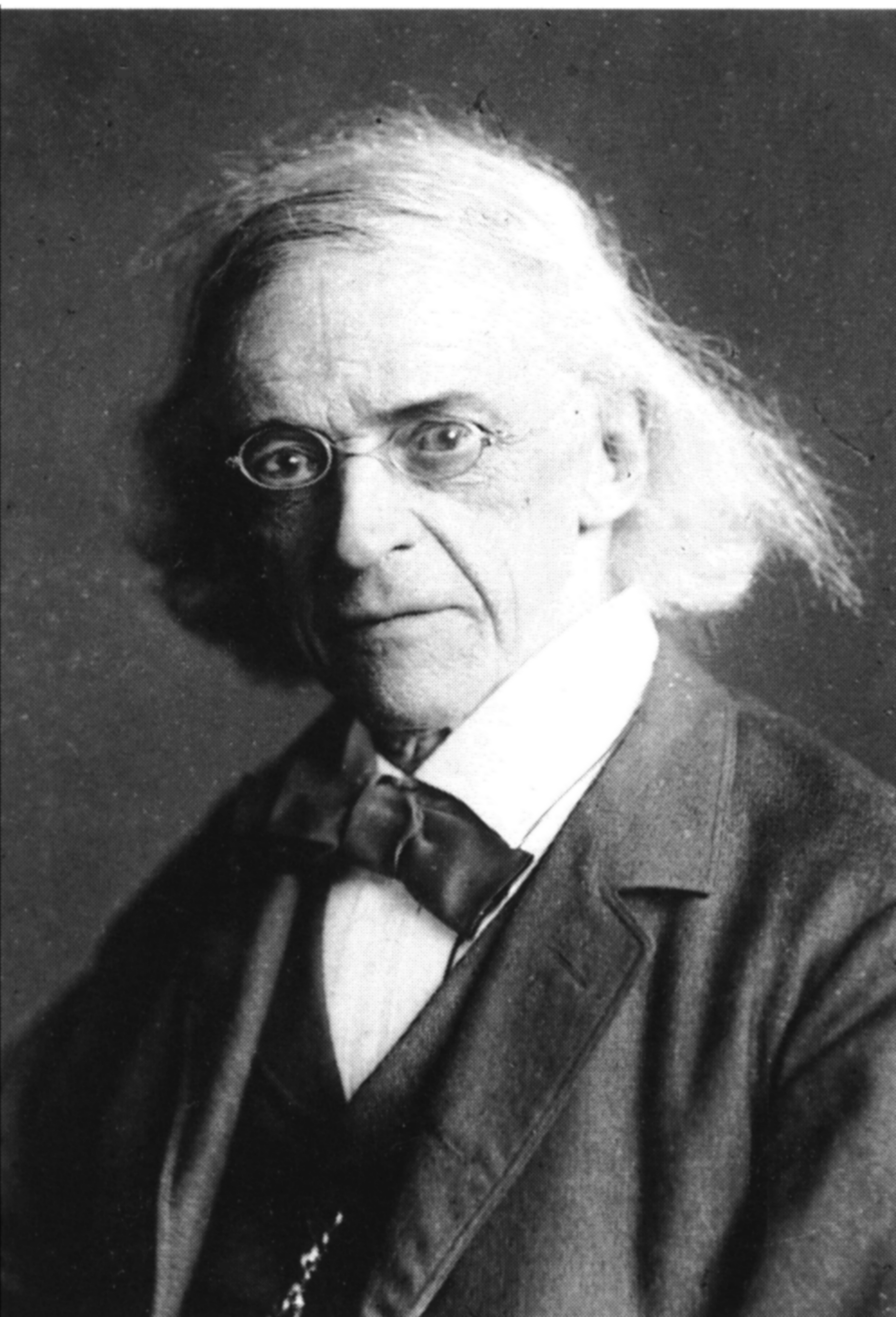
Theodor Mommsen lehrte nach seiner Entlassung in Leipzig nach dem Maiaufstand während zweier Jahre in Zürich

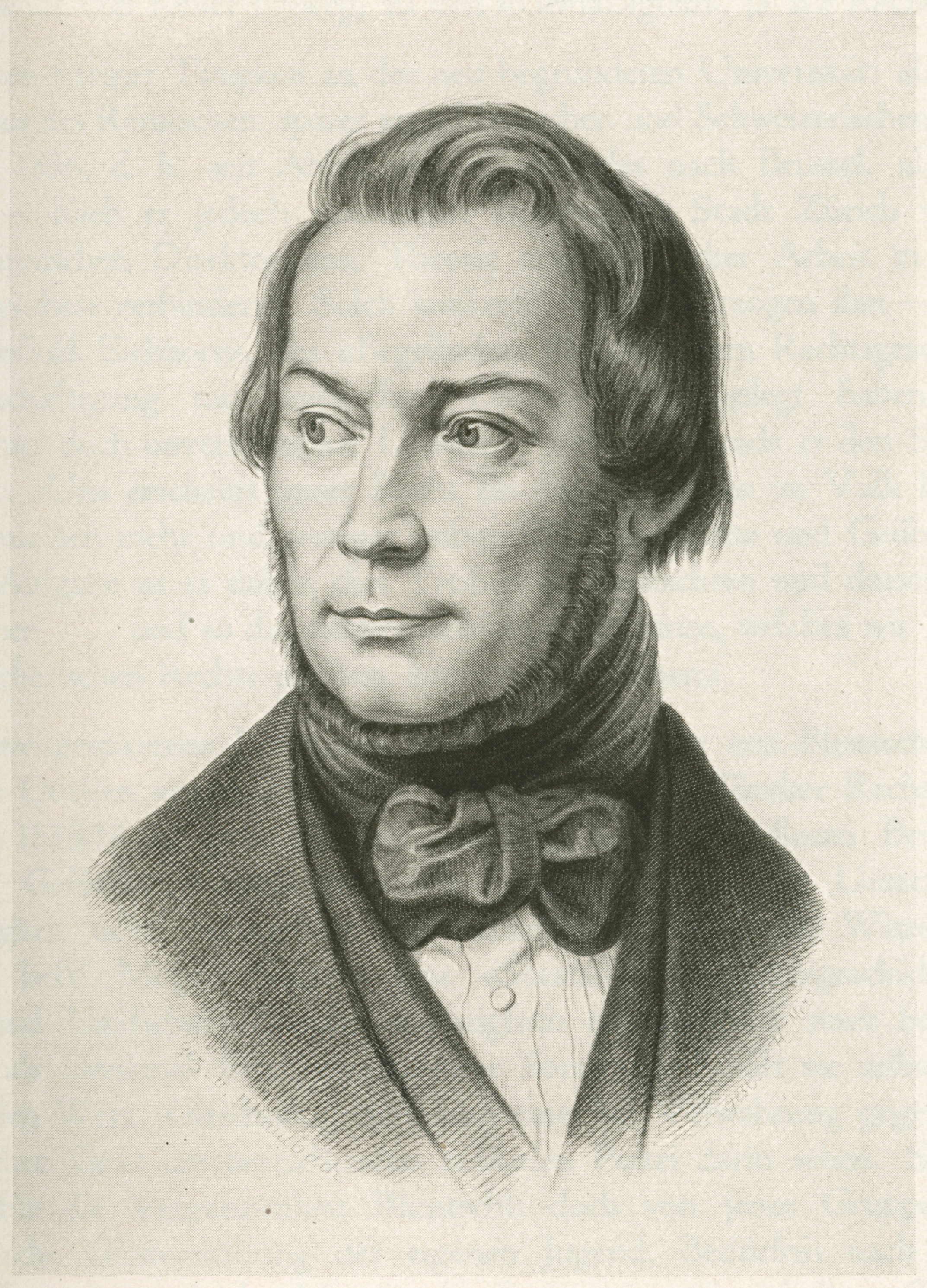
Johann Caspar Bluntschli lehrte in Zürich ab der Gründung der Universität 1833 bis zu seinem Ruf nach München 1848

- Hermann Ferdinand Hitzig, Berufung zum Extraordinarius für Römisches Recht 1895, Beförderung zum Ordinarius 1897; † 1911
- Georg Cohn, Berufung zum Ordinarius für Deutsches Privatrecht, Rechtsgeschichte, Handelsrecht, Wechselrecht und Versicherungsrecht 1892; † 1918
- Jakob Schollenberger, Berufung zum Extraordinarius für öffentliches Recht ernannt 1891, Beförderung zum Ordinarius 1895, Rücktritt 1917
- Emil Zürcher, Berufung Ordinarius für Strafrecht und Strafprozessrecht 1890; † 1926
- Friedrich Meili, Berufung zum Extraordinarius für Internationales Privatrecht, vergleichendes Recht und Verkehrsrecht 1885, Beförderung zum Ordinarius 1895; † 1914
- Karl von Lilienthal, Berufung zum Ordinarius für Strafrecht 1882, Ruf nach Marburg 1889
- Emil Brunnenmeister, Berufung zum Ordinarius für Strafrecht, Straf- und Zivilprozessrecht 1879, Ruf nach Halle 1882
- Albert Schneider (Rechtswissenschaftler), Berufung zum Ordinarius für Römischen Recht 1878, Nachfolger von Max Conrat, † 1904
- Max Conrat, Berufung zum Extraordinarius für Römischen Recht 1875, Beförderung zum Ordinarius 1876, Ruf nach Amsterdam 1878
- Johann Jakob Treichler, Berufung zum Ordinarius für Schweizer Privatrecht 1872, Emeritierung 1895
- Eduard Hölder, Berufung zum Professor für Römisches Recht 1872, Ruf nach Greifswald 1874
- Gustav Vogt, Berufung zum Ordinarius für Staatsrecht 1870; † 1901
- Adolf Exner, Berufung zum Ordinarius für Römisches Recht 1868, Ruf nach Wien 1872
- Alfred Boretius, Berufung zum Ordinarius für deutsches und öffentliches Recht 1868, Ruf nach Berlin 1871
- Ferdinand Regelsberger, Berufung zum Extraordinarius für Römisches Recht 1862, Beförderung zum Ordinarius 1863, Ruf nach Giessen 1868
- Aloys von Orelli, Berufung zum Extraordinarius für Deutsches Recht 1858 (Unterbruch 1863–1871), Beförderung zum Ordinarius 1873; † 1892
- Heinrich Dernburg Berufung zum Extraordinarius für Römisches Recht 1854, Beförderung zum Ordinarius kurze Zeit später, Ruf nach Halle 1862
- Theodor Mommsen, Berufung zum Professor für Römisches Recht 1852, Ruf nach Breslau 1854
- Eduard Osenbrüggen, Berufung zum Ordinarius für Strafrecht 1851; † 1879
- Heinrich Fick, Berufung zum Extraordinarius für Römisches Recht, Handels- und Wechselrecht 1851, Beförderung zum Ordinarius 1864; † 1895
- Albrecht Erxleben, Berufung zum Ordinarius für Römisches Recht und Kirchenrecht 1841, Weggang nach Rostock 1854
- Friedrich Ludwig Keller, Berufung zum Ordinarius ans Politischen Institut 1826, Berufung zum Extraordinarius für zürcherisches Partikularrecht sowie römisches Recht an die neugegründete Universität Zürich 1833, Beförderung zum Ordinarius 1838
- Wilhelm Snell, Berufung zum Ordinarius für Römisches Recht 1833, Ruf nach Bern im gleichen Jahr
- Johann Caspar Bluntschli, Berufung zum Extraordinarius für römisches Recht, deutsches Recht und Rechtsgeschichte 1833, Beförderung zum Ordinarius 1836, Ruf nach München 1848
- Heinrich Escher, Berufung zum Extraordinarius für Staatsrecht, Völkerrecht, Strafrecht und Nationalökonomie 1833; † 1870
- Ludwig Löw von und zu Steinfurth (Gerichtspräsident) (1833–1840), Hochschullehrer in Zürich